# Mouillage (physique)
Pour les articles homonymes, voir Mouillage (homonymie).

Goutte de liquide sur une surface solide idéale (situation de mouillage partiel. L'angle entre la surface fluide et la surface solide est appelé angle de contact.

Le mouillage est le comportement d'un liquide en contact avec une surface solide. Il désigne d'une part la forme que prend le liquide à la surface du solide (mouillage statique) et la façon dont il se comporte lorsqu'on essaie de le faire couler (hystérèse, ancrage, mouillage dynamique). Ces comportements découlent des interactions intermoléculaires entre les molécules de liquide, solide et de gaz à l'interface entre les trois milieux. Ces interactions sont modélisées à l'échelle macroscopique via la tension superficielle.

## Mouillage statique
La qualité du mouillage d'un liquide sur un solide est le degré d'étalement du liquide sur ce solide. On parle de mouillage total lorsque le liquide s'étale totalement, et de mouillage partiel lorsque le liquide forme une goutte sur le solide. Le type de mouillage (total ou partiel) est déterminé par le signe du coefficient d'étalement.
L'angle de contact, noté {\displaystyle \Theta } sur la figure ci-contre permet de quantifier la qualité du mouillage.

### Mouillage total
Lorsque le coefficient d'étalement est positif ({\displaystyle S>0}), la situation du solide mouillé est plus favorable que la situation du solide sec. Ainsi, le liquide s'étale jusqu'à former un film. On parle de mouillage total. L'angle de contact est alors nul.

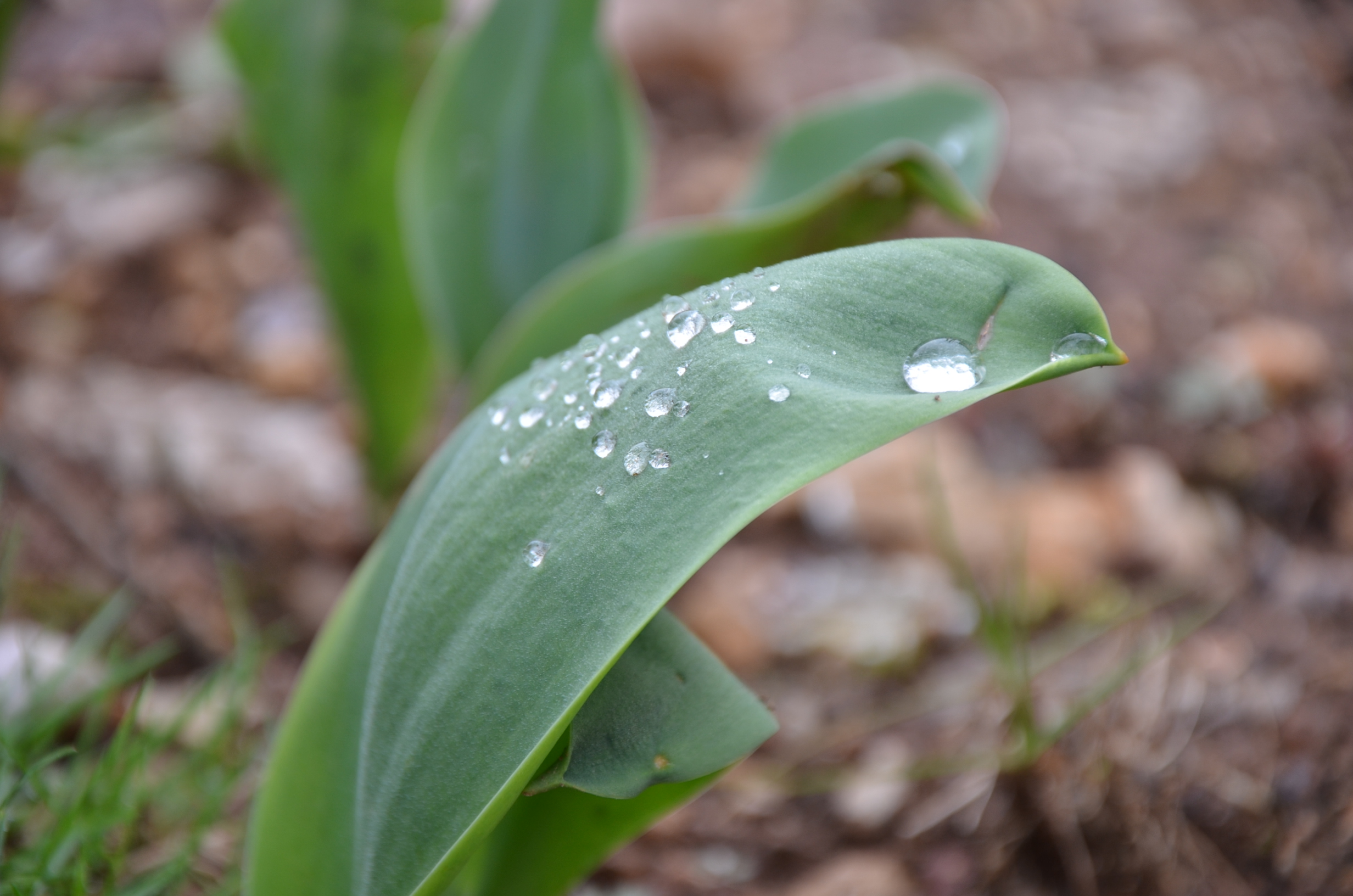
Mouillage partiel de gouttes d'eau sur une feuille végétale.

### Mouillage partiel
À l'inverse, lorsque le coefficient d'étalement est négatif ({\displaystyle S<0}), la situation du solide sec est plus favorable que la situation du solide mouillé. Ainsi, le liquide se rétracte et forme une goutte. On parle de mouillage partiel. L'angle de contact résulte alors de l'équilibre des tensions de surfaces et est donné par la loi de Young-Dupré.

### Mouillage nul
La limite où l'angle de contact est égal à 180 degrés est appelée mouillage nul. Ainsi, une surface chaude permet d'obtenir un mouillage nul. On parle alors de caléfaction. Il est possible de s'approcher de telles surfaces grâce à la superhydrophobie (l'angle de contact est alors supérieur à 150 degrés). L'effet lotus est un exemple concret permettant de fabriquer des surfaces superhydrophobes grâce à une nanostructuration de la surface.

### Transition de mouillage
La transition entre un état de mouillage partiel à basse température et un état de mouillage total à haute température est appelée transition de mouillage, phénomène qui a été prédit par John W. Cahn et étudié notamment par Pierre-Gilles de Gennes.

### Forme des gouttes

Forme d'une goutte déposée sur un solide en fonction de sa taille (comparée à la longueur capillaire.

La forme d'une goutte déposée sur un solide dépend de l'angle de contact et de sa taille. Si le rayon de la goutte est inférieur à la longueur capillaire, la goutte est une calotte sphérique dont la taille est fixée par le volume et l'angle de contact. À plus grande échelle, la goutte est aplatie par la gravité et a la forme d'une flaque.

## Hystérésis du mouillage et ancrage
Une sollicitation extérieure (par exemple la gravité) a alors tendance à déplacer la ligne de contact. Dans un cas idéal, ce déplacement se fait à angle de contact constant. Parfois, sous l'effet d'une telle sollicitation extérieure, l'angle de contact varie sans que la ligne de contact ne bouge de façon notable. On dit alors qu'il y a ancrage de la ligne de contact

### Ancrage

Ancrage d'une goutte sur une arête franche. Le zoom montre que l'angle de contact reste toujours le même mais que la forme de la goutte s'adapte à la courbure de l'arête franche.

Un cas simple qui conduit à cette situation d'ancrage est celui où la ligne de contact se trouve sur une arête vive, par exemple au bord d'une plaque solide. Dans ce cas, l'orientation de la surface solide varie sur des distances courtes. Vu de loin, l'angle de contact varie entre deux valeurs extrêmes sans que la ligne de contact ne bouge. Vu de près, l'angle de contact est en réalité toujours égal à sa valeur habituelle : la ligne de contact se déplace en fait très légèrement pour que l'orientation locale de la surface solide s'adapte à la nouvelle orientation de l'interface gaz/liquide. Ceci est illustré sur la figure ci-contre.
Une autre situation d'ancrage est le cas d'une surface solide dont les propriétés de mouillage changent en un point donné. La ligne de contact peut alors être piégée sur la ligne de transition entre deux états de surface et, sur cette ligne, l'angle de contact peut prendre toutes les valeurs possibles entre les valeurs attendues sur chaque surface de part et d'autre.

### Hystérèse

Hystérésis de l'angle de contact : ruissellement d'une goutte après déformation.

Lorsque la surface solide n’est pas homogène, l'effet d'ancrage peut avoir lieu partout. Il en résulte que l'angle de contact peut varier à tout endroit de la surface. On appelle angle d'avancée {\displaystyle \Theta _{a}} la valeur la plus grande de l'angle de contact et angle de reculée {\displaystyle \Theta _{r}} la plus petite. La différence entre ces deux angles limites est appelée hystérèse de l'angle de contact.
La ligne de contact ne se met à avancer que si l'angle de contact est supérieur à {\displaystyle \Theta _{a}}. De même, elle ne recule que si l'angle de contact est inférieur à {\displaystyle \Theta _{r}}.
Une conséquence de ce phénomène est l'accrochage d'une goutte sur un plan incliné (voir figure ci-contre). Lorsqu'une goutte est soumise à la gravité, elle commence par se déformer jusqu'à ce que l'angle à l'avant de la goutte soit égal à l'angle d'avancée et l'angle à l'arrière égal à l'angle de reculée. Ensuite, seulement elle ruisselle.

## Dynamique du mouillage
La dynamique du mouillage est la modélisation et l'observation du mouvement d'une ligne triple, c'est-à-dire de la frontière liquide/air en mouvement sur un solide. Typiquement, il s'agit de prédire la vitesse d'avancée d'une goutte de liquide sur un solide.

### Le problème de l'échelle d'observation
Selon l'échelle à laquelle est faite la modélisation, les mécanismes en jeu sont très différents. À l'échelle du millimètre, le moteur de l'écoulement est la gravité. Entre 100 {\displaystyle \mu }m et l mm, c'est la capillarité qui entraîne la goutte. Dans tous les cas, la viscosité du liquide freine le mouvement. C'est le terme de dissipation.
À très petite échelle, ce terme de dissipation tend vers l'infini.
C'est ce qui rend très difficile la modélisation de la dynamique du mouillage. Si la dissipation tend vers l'infini, cela signifie qu'une gouttelette ne peut pas avancer ce qui est contraire à l'expérience quotidienne. Par conséquent, tous les modèles introduisent une coupure à l'échelle de quelques microns en dessous laquelle il faut prendre en compte d'autres phénomènes physiques (évaporation du liquide, interactions avec le solide…).

### Modèles
Le résultat des modèles consiste à prédire la valeur de l'angle de contact à l'avant et à l'arrière d'une goutte qui ruisselle en fonction de sa vitesse.

#### Mouillage total
Si le liquide mouille totalement le solide, l'angle de contact et la vitesse sont liées par la loi suivante :
{\displaystyle V\propto \Theta ^{3}}
Cette loi s'appelle la loi de Tanner. Elle décrit, par exemple, l'étalement d'une goutte de liquide sur un solide en situation de mouillage total.

#### Mouillage partiel
Si, au contraire, le liquide ne mouille que partiellement le solide, tous les modèles prédisent que l'angle de contact à l'avant de la goutte augmente alors qu'il diminue à l'arrière de la goutte. La loi exacte dépend du modèle utilisé à l'échelle microscopique. La recherche sur ce thème est encore active afin de différencier les modèles et de trancher entre les différentes descriptions microscopiques.

## Ressources externes
- Conférence de David Quéré sur le mouillage - Nanoart 19 novembre 2009, Paris
- P.G De Gennes, (2004), Belin, "Goutte, bulles, perles et ondes",  (ISBN 2701130247)